# Corophium bicaudatus
Corophium bicaudatus is een vlokreeftensoort uit de familie Corophiidae. De wetenschappelijke naam van de soort werd gepubliceerd in 1761 door Carl Linnaeus.